# Данелія Георгій Миколайович
Дане́лія Гео́ргій Микола́йович (груз. გიორგი დანელია; 25 серпня 1930, Тбілісі — 4 квітня 2019, Москва) — радянський кінорежисер і сценарист, заслужений діяч мистецтв РРФСР (1965). Народний артист СРСР (1989). Премія «Золотий Овен» (1994).

## Біографія
Народився 25 серпня 1930 року.
Батько — Данелія Микола Дмитрович (1902–1981), інженер, був бригадиром, начальником шахти, головним інженером Метробуду Москви та СРСР. Мати — Анджапарідзе Мері Івліанівна (1905—1980), працювала на «Мосфільмі» асистентом, другим режисером, зняла кілька короткометражних фільмів. Дружина — Данелія Галина Іванівна, режисер-постановник, зняла фільми «Француз», «Божа твар», а також короткометражні картини «Жарт?!» та «Поточний день». Діти: Данелія Микола Георгійович (1959–1985), режисер, поет, художник; Данелія Світлана, юрист; Данелія Кирило, художник. Онуки: Ірина, Маргарита, Олена, Саша, Денис, Петро. Правнучка — Олександра.
1955 року закінчив Московський архітектурний інститут, 1956 року — Вищі режисерські курси. Уже перший фільм Данелії «Сергій» (спільно з Ігорем Таланкіним) привернув до себе увагу критиків і глядачів. Програмною роботою Данелія став фільм «Я простую Москвою» (1963), який став культурною подією хрущовської відлиги.
Починаючи з картини «Тридцять три» (1965) режисер звернувся до жанру сатири і став визнаним майстром комедії. Творчість Данелії вирізняє справді глибока сатира, продуманий гротеск, тонкий ліризм і розкриття психологічного образу героїв. Уміння створити злагоджений ансамбль з акторів різних шкіл — особливий дар Данелії як режисера.
У 1967—1970 створив кілька мініатюр для сатиричного журналу «Фітіль» (Ґніт).
Велику популярність принесли Георгію Данелії такі картини, як «Афоня», «Міміно», «Осінній марафон», «Кін-Дза-Дза».
У 1980-х роках запрошувався в журі Найвищої ліги КВК.
Георгій Миколайович захоплювався живописом, графікою, музикою, вдома зібрав колекцію барабанів. Улюблені режисери — Федеріко Фелліні (особливо фільм «Вісім з половиною»), Микита Михалков.
Мешкав і працював у Москві. Помер 4 квітня 2019 року в Москві на 89-му році життя. Похований 9 квітня на Новодівочому цвинтарі.

## Фільмографія

### Режисер
- Васісуалій Лоханкін, 1958, короткометражний
- Також люди, 1959, короткометражний
- Сергій, 1960
- Шлях до причалу, 1962
- Я крокую по Москві, 1963
- Тридцять три, 1965
- Не журись!, 1969
- Зовсім безнадійний, 1972
- Афоня, 1975
- Міміно, 1977
- Осінній марафон, 1979
- Сльози крапали, 1982
- Кін-Дза-Дза, 1986
- Паспорт, 1990
- Настя, 1993
- Орел і решка, 1995
- Фортуна, 2000
- Ку! Кін-дза-дза, 2010

### Сценарист
- Також люди, 1959, короткометражний
- Сергійко, 1960
- Тридцять три, 1965
- Джентльмени удачі, 1971
- Зовсім безнадійний, 1972
- Міміно, 1977
- Сльози крапали, 1982
- Кін-дза-дза!, 1986
- Француз, 1988
- Паспорт, 1990
- Настя, 1993
- Орел і решка, 1995
- Вітання від Чарлі-трубача, 1998
- Фортуна, 2000
- Анна, 2005
- Ку! Кін-дза-дза, 2010

### Актор
- Я крокую по Москві, 1963, чистильник взуття
- Не журись!, 1969, тюремний наглядач
- Джентльмени удачі, 1971, перехожий на вокзалі
- Береги, 1977
- Міміно, 1977, командир літака рейсу «Тбілісі-Москва» (епізод)
- Осінній марафон, 1979, офіцер у кінофільмі
- Сльози крапали, 1982, пасажир у трамваї, озвучив пісню «Друзів гублять лише раз», яку написано на вірші поета і сценариста Геннадія Шпалікова.
- Кін-Дза-Дза, 1986, Абрадокс, керівник планети Альфа
- Паспорт, 1990, араб з віслюком
- Настя, 1993, працівник культури
- Орел і решка, 1995, інженер-конструктор
- Фортуна, 2000, Злодій у законі
- Карнавальна ніч-2, або п'ятдесят років потому, 2006, грає самого себе

### Продюсер
- Ку! Кін-дза-дза, 2010

## Книги
- Пасажир без квитка: «байки» кінорежисера (2006) (рос. Безбилетный пассажир: «байки» кинорежиссёра)
- Про кого тост — п'є до дна (2006) (рос. Тостуемый пьёт до дна)
- Чіто-гріто (2007) (рос. Чито-грито)
- Джентльмени удачі та інші кіносценарії (2008)
- Не журись! (2008) (рос. Не горюй!)
- Кіт пішов, а посмішка залишилась (2014) (рос. Кот ушел, а улыбка осталась)

## Премії та нагороди
- Переможець Канського кінофестивалю в категорії «Особлива згадка стрічок молодих режисерів» за фільм «Я простую Москвою» (1963)
- Переможець кінопремії Ніка в категорії «Найліпша сценарна робота» за фільм «Паспорт» (1990)
- Переможець кінофестивалю Кінотавр у категорії «Приз президентської ради» за фільм «Фортуна» (2000)
- Спеціальні призи російського конкурсу на кінофестивалі Кінотавр за фільм «Орел і решка» (1995)
- Переможець Всесоюзного кінофестивалю за фільм «Афоня» (1975)
- Головний приз Московського міжнародного кінофестивалю (1978)
- Лауреат Державної премії СРСР (1978), Лауреат Державної премії РФ (1997), Премії президента Росії за внесок у розвиток кіномистецтва
- Орден «За заслуги перед Вітчизною» III ступеня[2]
- Почесний громадянин Тбілісі (1984).[3]